# 2465 Wilson
2465 Wilson eller 1949 PK är en asteroid i huvudbältet, som upptäcktes 2 augusti 1949 av den tyske astronomen Karl Wilhelm Reinmuth i Heidelberg. Den har fått sitt namn efter den brittiske astronomen Sir Robert Wilson.
Asteroiden har en diameter på ungefär 22 kilometer.